# Carlos Lousto
Carlos O. Lousto est un mathématicien et astrophysicien argentin, professeur à la Faculté des sciences mathématiques du Rochester Institute of Technology, connu pour ses travaux sur les collisions avec des trous noirs.

## Carrière professionnelle
Lousto est professeur à la Faculté des sciences mathématiques du Rochester Institute of Technology et codirecteur du Centre pour la relativité computationnelle et la gravitation (en) (CCRG). Il est titulaire de deux doctorats, l'un en astronomie (étudiant les disques d'accrétion autour de trous noirs et de la structure d'étoiles à neutrons) de l'université nationale de La Plata, et l'autre en physique à l'université de Buenos Aires (sur la théorie du champ quantique dans les espaces courbes), reçus respectivement en 1987 et 1992.  
Carlos Lousto possède une vaste expérience de recherche allant de l’astronomie d’observation à la théorie de la perturbation des trous noirs, de la relativité numérique à la théorie des cordes et à la gravité quantique. Il a écrit et co-écrit plus de 150 articles, y compris plusieurs recensions et chapitres de livres. Ses recherches sont financées par des subventions Fondation nationale pour la science (NSF) et NASA et des allocations de supercalcul dans les laboratoires nationaux. 
Lousto est un auteur clé de la percée technologique dans la simulation de trous noirs binaires et ses recherches ont révélé que des trous noirs supermassifs peuvent être éjectés de la plupart des galaxies à une vitesse allant jusqu'à 5000 km/s. Il a récemment effectué des simulations complexes de trous noirs binaires de ratio de masse allant jusqu'à 100:1 et de séparations allant jusqu'à 100 M, ainsi que de trous noirs à bascule. Lousto a conçu les grappes de superordinateurs Fune (UTB), NewHorizon, BlueSky et GreenPrairies (RIT) pour effectuer des simulations de trous noirs binaires et les a utilisées pour la première détection des ondes gravitationnelles résultant de la fusion de deux trous noirs. Il est reconnu pour sa solution du trou de ver avec Manuela Campanelli (en) dans le cadre de la théorie de Brans et Dicke.

### Distinctions
En 1991, Carlos Lousto a été honoré d'une bourse de recherche de la Fondation Alexander-von-Humboldt. 
En 2006 et en  2016, ses recherches ont été reconnues dans les archives du Congrès américain. 
En 2012, Carlos Lousto a été élu membre de la Société américaine de physique « pour ses contributions importantes à l'interface entre la théorie des perturbations et la relativité numérique et pour comprendre comment simuler des trous noirs binaires » . 
En 2016 il est lauréat du Breakthrough Prize en physique fondamentale « pour l'observation des ondes gravitationnelles, ouvrant de nouveaux horizons en astronomie et en physique » en tant que contributeur au projet LIGO. 
En 2019 il reçoit le Prix Edward A. Bouchet « pour ses contributions à la relativité numérique, contribuant à la résolution du problème des trous noirs binaires, et à la compréhension de la première détection des ondes gravitationnelles et des services rendus à la communauté scientifique hispanique, y compris la création du Centre pour l’astronomie gravitationnelle en ondes, l’Université du Texas à Brownsville en 2003 » .

## Sélection de publications
Quelques réalisations marquantes  : 
- J. Baker, B. Bruegmann, M. Campanelli, C. O. Lousto et R. Takahashi, « Plunge waveforms from inspiralling binary black holes », Physical Review Letters, vol. 87, no 12,‎ 31 août 2001 (ISSN 0031-9007, DOI 10.1103/PhysRevLett.87.121103, lire en ligne, consulté le 24 mars 2019) Première forme d'onde de BBH avec le projet Lazarus.
- J. Baker, M. Campanelli et C. Lousto, « The Lazarus project: A pragmatic approach to binary black hole evolutions », Physical Review D, vol. 65, no 4,‎ 7 janvier 2002 (ISSN 0556-2821, DOI 10.1103/PhysRevD.65.044001, arXiv gr-qc/0104063, lire en ligne, consulté le 24 mars 2019)
- J. Baker, B. Bruegmann, M. Campanelli et C. O. Lousto, « Gravitational waves from black hole collisions via an eclectic approach », Classical and Quantum Gravity, vol. 17, no 20,‎ 21 octobre 2000, L149–L156 (ISSN 0264-9381, DOI 10.1088/0264-9381/17/20/102, lire en ligne, consulté le 24 mars 2019)
- M. Campanelli, C. O. Lousto, P. Marronetti et Y. Zlochower, « Accurate Evolutions of Orbiting Black-Hole Binaries Without Excision », Physical Review Letters, vol. 96, no 11,‎ 22 mars 2006 (ISSN 0031-9007, DOI 10.1103/PhysRevLett.96.111101, arXiv gr-qc/0511048, lire en ligne, consulté le 24 mars 2019)Percée dans la relativité numérique pour les BBH en évolution.
- M. Campanelli, C. O. Lousto et Y. Zlochower, « Spinning-black-hole binaries: The orbital hang up », Physical Review D, vol. 74, no 4,‎ 16 août 2006 (ISSN 1550-7998, DOI 10.1103/PhysRevD.74.041501, lire en ligne, consulté le 24 mars 2019) L'effet de blocage dans BBH.
- (en) David Merritt, Yosef Zlochower, Carlos O. Lousto et Manuela Campanelli, « Maximum gravitational recoil », Physical Review Letters, vol. 98, no 23,‎ 25 février 2007 (DOI 10.1103/PhysRevLett.98.231102, lire en ligne, consulté le 24 mars 2019)
- 1997 avec Francisco D. Mazzitelli : Exact self-consistent gravitational shock wave in semiclassical gravity dans Physical Review Letters D 56, 3471, lire en ligne Première solution auto-consistante exacte à la gravité semiclassique.
- 2000 Pragmatic Approach to Gravitational Radiation Reaction in Binary Black Holes dans Physical Review Letters 84 (2000) 5251-5254, lire en ligne Premier calcul explicite de Self-Force.
- 2007 avec Manuela Campanelli, Yosef Zlochower, David Merritt : Large Merger Recoils and Spin Flips from Generic Black Hole Binaries dans Astrophys. J. 659 (2007) L5-L8. Publié dans Physical Review Letters 98, 23110, lire en ligne  Les grands reculs chez les BBH.
- 2010 avec Yosef Zlochower : Orbital Evolution of Extreme-Mass-Ratio Black-Hole Binaries with Numerical Relativity dans Physical Review Letters 106, 041101, lire en ligne Évolution des trous noirs binaires avec un rapport de masse de 100:1.
- 2011 avec Yosef Zlochower : Hangup Kicks: Still Larger Recoils by Partial Spin-Orbit Alignment of Black-Hole Binaries dans Physical Review Letters 107 (2011) 231102, lire en ligne Le recul de 5000km/s.
- 2015 avec James Healy : Flip-Flopping Binary Black Holes dans Physical Review Letters 114 (2015) 141101, lire en ligne Flip-Flops.
- 2016 B. P. Abbott et al. (LIGO Scientific Collaboration and Virgo Collaboration) : Observation of Gravitational Waves from a Binary Black Hole Merger dans Physical Review Letters 116 (2016) 061102, lire en ligneObservation des ondes gravitationnelles issues d'une fusion de trous noirs binaires.